# Chivas TV
Chivas TV é uma plataforma de Internet mexicana dedicada exclusivamente a transmitir conteúdo relacionado ao Club Desportivo Guadalajara, bem como seus partidos de local na Primeira División de México e na Copa MX. É o meio televisivo oficial do clube. Este é transmitido por TDN.

## Comentaristas

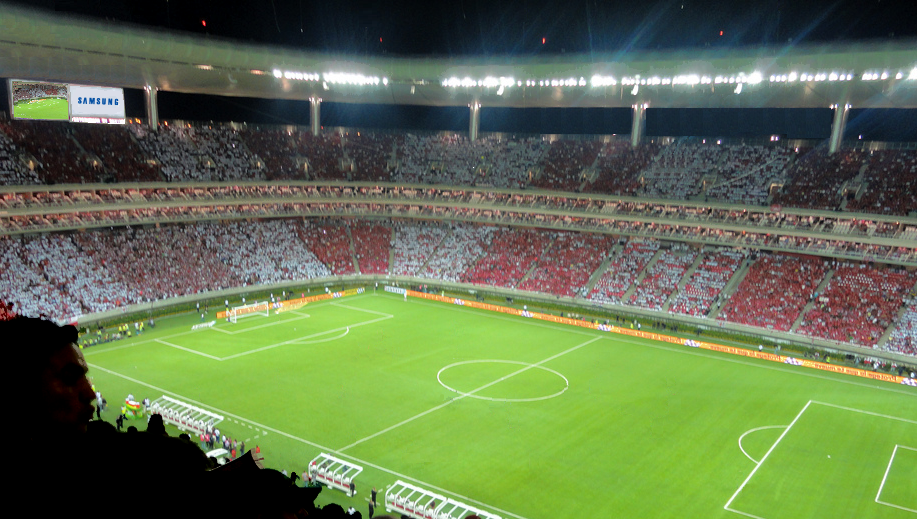
Estádio Chivas, lugar onde a TV Chivas é transmitida.

Em 20 de julho de 2016 fez-se oficial a contratação do narrador Adán Vega Baralhas e do comentarista mexicano Emilio Fernando Alonso, quem actualmente trabalha para ESPN. Da mesma forma, confirmou-se que o ex-goleiro da equipe rojiblanco, Javier Ledesma, estaria integrado às transmissões da plataforma. Emilio Fernando Alonso parou de participar de Chivastv no torneio Apertura 2017 e para o Clausura 2018 Gabriel Sainz chegou e entrou para a equipe de narração

## Demandas em Profeco
Têm surgido várias demandas por parte de Profeco sobre Chivas TV as quais estão relacionadas com:
- O custo de cada jogo, já que é quase o dobro do que um usuário de Netflix investe durante o ano.[2]
- Falhas no sistema.[3]

De facto, as queixas surgiram em 18 de fevereiro durante as transmissões no partido contra Clube América no qual ganharam 1-0. No partido o serviço em linha falhava.

## Sócios de transmissões
A directora do clube procurava outros sócios para as transmissões de seus partidos em linha; tais sócios de transmissão foram, em primeiro lugar Cinepolis em onde o publico entraria às salas de cinema para presenciar um partido da equipa como local, e também a Claro Video.
No final do Clausura de 2017, foi confirmado que a cobertura do Club Desportivo Guadalajara se transmita em televisão, embora restrita, quando um novo contrato foi assinado com o Grupo Televisa  para a transmissão de seus jogos em casa por dois anos e o restante do torneio, sem No entanto, alguns consideram uma conclusão ruim, já que múltiplas demandas registradas no Profeco surgiriam. As transmissões serão por TDN (televisão restringida) ao igual que por Blim (concorrente da Clarovideo). No canal Las Estrelas (eles serão transmitidos na América Latina, com exceção do México).